# Баликшинська селищна адміністрація
Баликши́нська селищна адміністрація (каз. Балықшы кенттік әкімдігі, рос. Балыкшинская поселковая администрация) — колишня адміністративна одиниця у складі Атирауської міської адміністрації Атирауської області Казахстану. У 2013 році у зв'язку з приєднанням Баликші до міста Атирау акімат Баликші реорганізовано в Баликшинський сільський округ[уточнити переклад]. Розформована у 2018. Адміністративний центр — селище Баликші.
Населення — 21370 осіб (2009; 17092 в 1999).

## Склад
До складу адміністрації входять такі населені пункти:
| Населений пункт | Населення, осіб (1999) | Населення, осіб (2009) |
| --------------- | ---------------------- | ---------------------- |
| Акжайик, аул    | 1888                   | 2191                   |
| Баликші, селище | 11207                  | 12954                  |
| Водніково, аул  | 450                    | 629                    |
| Кокарна, аул    | 1082                   | 2534                   |
| Курсай, аул     | 2465                   | 3062                   |